# Sárgahasú elénia
A sárgahasú elénia (Elaenia flavogaster) a madarak osztályának verébalakúak (Passeriformes) rendjébe és a királygébicsfélék (Tyrannidae) családjába tartozó faj.

## Rendszerezése
A fajt Carl Peter Thunberg svéd természettudós írta le 1822-ben, a Pipra nembe Pipra flavogaster néven.

## Alfajai
- Elaenia flavogaster flavogaster (Thunberg, 1822)
- Elaenia flavogaster pallididorsalis Aldrich, 1937
- Elaenia flavogaster semipagana P. L. Sclater, 1862
- Elaenia flavogaster subpagana P. L. Sclater, 1860[2]

## Előfordulása
Mexikó déli részétől Közép-Amerikán keresztül Dél-Amerika közepéig, valamint Trinidad és Tobago területén honos.
Természetes élőhelyei a szubtrópusi és trópusi cserjések és szavannák, folyók és patakok környékén valamint másodlagos erdők, vidéki kertek és városi régiók. Állandó, nem vonuló faj.

## Megjelenése
Testhosszúsága 17 centiméter, testtömege 21-29 gramm.

## Szaporodása
|  |

## Természetvédelmi helyzete
Az elterjedési területe rendkívül nagy, egyedszáma pedig stabil. A Természetvédelmi Világszövetség Vörös listáján nem fenyegetett fajként szerepel.